# Исаева, Сайрам Негматовна
Сайрам Негматовна Исаева (род. 24 ноября 1942, Сталинабад) — советская таджикская актриса. Народная артистка Таджикской ССР (1986).

## Биография
Родилась 24 ноября 1942 года в Сталинабаде, Таджикская ССР. По национальности — таджичка. Младшая сестра Майрам Исаевой.
В 1964 году окончила Ташкентский театрально-художественный институт им. А. Островского.
С 1964 года — актриса Ленинабадского музыкально-драматического театра им. А. С. Пушкина (с 1991 года — Театра музыкальной комедии им. К. Худжанди), в 2000-х годах семь лет была главным режиссёром этого театра, затем продолжила работать мастером сцены.
С 1962 года снималась в кино на киностудиях «Таджикфильм» и «Узбекфильм», член Союза кинематографистов СССР с 1973 года.
В 1971 году присвоено звание Заслуженной артистки Таджикской ССР, а в 1986 году — Народной артистки Таджикской ССР.

## Фильмография
- 1962 — Тишины не будет — Лютфия
- 1964 — Жизнь прошла ночью — Адолатхон
- 1965 — Прозрение — Фарида Садыкова
- 1966 — Белые, белые аисты — Малика
- 1967 — Войди в мой дом — Сайрам
- 1970 — Третья дочь — Гульнора
- 1971 — Рустам и Сухраб — Гурдофарид
- 1972 — Ураган в долине — Рохат
- 1973 — Встречи и расставания — жена Хафиза
- 1973 — Одна среди людей — Надира
- 1973 — Чинара — Умида
- 1974 — Одной жизни мало — Саида
- 1977 — Дом под жарким солнцем — Зайнаб
- 1978 — Хорезмийская легенда — царица Рапой
- 1978 — Чужое счастье — Турдыхон
- 1980 — Какие наши годы! — Аминахон, мать Майи
- 1981 — Преступник и адвокаты — завуч
- 1981 — Радуга семи надежд — Паризат
- 1982 — Две главы из семейной хроники — Сайрам
- 1982 — Если любишь… — Малика
- 1982 — Переворот по инструкции 107 — Халима Атаджанова
- 1983 — Подарок — мать Исмата
- 1983 — Семейные тайны — Зумрад
- 1984 — Позывные «Вершина»
- 1985 — Джура — охотник из Мин-Архара — мать Джуры
- 1986 — Алмазный пояс — Садриева
- 1986 — Здравствуйте, Гульнора Рахимовна! — учительница математики
- 1987 — Случай в аэропорту — мать Саидова
- 1989 — Восточная плутовка — Майсара